# Saint-Saulve
Saint-Saulve är en kommun i departementet Nord i regionen Hauts-de-France i norra Frankrike. Kommunen ligger i kantonen Anzin som tillhör arrondissementet Valenciennes. År 2022 hade Saint-Saulve 11 121 invånare.

## Befolkningsutveckling
Antalet invånare i kommunen Saint-Saulve
| Referens: INSEE |